# Hämostatikum
Ein Hämostatikum (altgriechisch αἷμα haíma „Blut“ und στάσις stásis „[Still-]Stand“) ist eine Substanz, die zur Blutstillung angewendet wird. Weitere Synonyme sind Hämatostatikum, Styptikum, Hämostyptikum oder auch Hämatostyptikum.
Die Bezeichnung Antihämorrhagikum (griechisch ἀντί anti „gegen“; ῥαγή rhagḗ „das Aufbrechen, Reißen“) stellt einen zusammenfassenden, nicht eindeutig definierten Begriff dar. Gemeint sind dabei Mittel, die die Gerinnungsfähigkeit des Blutes steigern:
- Gerinnungsfaktoren (z. B. Faktor VIII bei Hämophilie A oder Faktor IX bei Hämophilie B, Von-Willebrand-Faktor bei Willebrand-Jürgens-Syndrom)
- Desmopressin (z. B. bei ASS-Einnahme zur Verbesserung der Funktion der Blutplättchen)
- 4-(Aminomethyl)benzoesäure steigert die Verklumpung der Blutplättchen mit Fibrin
- Thrombozytenkonzentrate: enthalten Blutplättchen, z. B. bei starken Verbrennungen/Verletzungen
- Protamin: Medikament, das Heparin, ein verbreitetes Antikoagulans, neutralisiert
- Vitamin K1, eingesetzt zur Neutralisierung von Cumarinen (Antidot)[1]
- Eisen-III-Chlorid historisch als Blutstiller

Das Gegenstück, also Medikamente zur Hemmung der Blutgerinnung, sind Antikoagulanzien.